# Cyrille Vogel
Pour les articles homonymes, voir Vogel.
Cyrille Vogel, né à Soultzbach (Alsace) le 12 mars 1919 et mort à Strasbourg le 24 novembre 1982, est un théologien catholique français.

## Études
Cyrille Vogel commence, à 18 ans, des études de théologie catholique à Strasbourg, qu'il poursuivit à Clermont-Ferrand et Toulouse pendant la Seconde Guerre mondiale. Ordonné prêtre en 1942, il approfondit ensuite ses connaissances en lettres classiques. Il obtient son doctorat en 1950. Il étudie ensuite l'archéologie chrétienne à Rome et le droit de l'Église d'Orient à Athènes . En 1953, il est nommé professeur d'histoire liturgique, d'archéologie chrétienne et de droit de l'Église d'Orient à la Faculté de théologie catholique de l' Université des sciences humaines de Strasbourg . Il reste à ce poste jusqu'à sa mort le 24 novembre 1982.

## Le théologien
Comme son prédécesseur Michel Andrieu, Cyrille Vogel édite et commente principalement des sources de l'histoire liturgique médiévale. Les sujets de ses recherches portent notamment sur le pontificat romano-germanique du Xe siècle. Siècle et sources sur la liturgie pénitentielle. Le manuel sur les sources liturgiques médiévales qu'il écrit est également important, et il est réimprimé plusieurs fois, en 1986, avec une édition révisée et augmentée en langue anglaise. Après le Concile Vatican II, il fut consultant auprès du « Consilium pour l'application de la Constitution sur la liturgie », c'est-à-dire le Conseil pour la mise en œuvre de la réforme liturgique.

## Publications
- Le pécheur et la pénitence au Moyen Âge éditions Le Cerf, 1969; 245P.; téhologie.
- Faivre Alexandre (ed.) : En rémission des péchés : recherches sur les systèmes pénitentiels dans l'Église latine - Aldershot : Variorum, 1994. - X-354 p. (pagination multiple) : 1 photo ; 23 cm. - (Collected studies series ; 450). Recueil d'articles publiés entre 1952 et 1983. - Index. -  (ISBN 0-86078-439-8).
- 1956 : La 'Descriptio Ecclesiae Lateranensis' du diacre Jean. Histoire du texte manuscrit, in: FS Andrieu. Strasbourg 1956, 457-476.
- 1956 : Librarii dormitantes. Aus der Überlieferung des Ambrosiaster- Kommentars zu den Paulinischen Briefen. «Sacris erudiri» 8 (1956) 5-13.
- 1960 : Précisions sur la date et l'ordonnance primitive du Pontifical romano-germanique. « Ephemerides Liturgicae » 74 (1960) 145-162.
- 1963 : Cyrille Vogel, Reinhard Elze: Le Pontifical romano-germanique du dixième siècle. I-II: Le Texte (« Studi e Testi » 226-227). Città del Vaticano 1963.
- Introduction aux sources de l'histoire du culte chrétien au Moyen Âge, Spoleto, Centro italiano di studi sull'alto Medioevo, 1966.
- 1972 : Cyrille Vogel, Reinhard Elze: Le Pontifical romano-germanique du dixième siècle III. Introduction générale et Tables (« Studi e Testi » 269). Città del Vaticano 1972.